# Lónguida
Lónguida  en espagnol ou Longida en basque, est une municipalité de la communauté forale de Navarre, dans le Nord de l'Espagne.
Elle est située dans la zone linguistique mixte de la province. Le secrétaire de mairie est aussi celui de Arce et Oroz-Betelu.

## Géographie
La municipalité se compose des villages suivants (selon la nomenclature de population publiée par INE (Institut National de Statistique).
| Nom village                           | Pop. (2006) |
| ------------------------------------- | ----------- |
| Aos                                   | 63          |
| Artajo ou Artaxo                      | 41          |
| Ekai de Lónguida ou Ekai-Longida      | 91          |
| Murillo de Lónguida ou Murelu-Longida | 28          |
| Villaveta ou Billabeta                | 18          |

## Démographie
| Évolution démographique                                 | Évolution démographique | Évolution démographique | Évolution démographique | Évolution démographique | Évolution démographique | Évolution démographique | Évolution démographique | Évolution démographique | Évolution démographique | Évolution démographique |
| 1996                                                    | 1998                    | 1999                    | 2000                    | 2001                    | 2002                    | 2003                    | 2004                    | 2005                    | 2006                    | 2007                    |
| ------------------------------------------------------- | ----------------------- | ----------------------- | ----------------------- | ----------------------- | ----------------------- | ----------------------- | ----------------------- | ----------------------- | ----------------------- | ----------------------- |
| 288                                                     | 294                     | 298                     | 296                     | 291                     | 299                     | 310                     | 307                     | 324                     | 312                     | 300                     |
| Sources: Longida et instituto de estadística de navarra |                         |                         |                         |                         |                         |                         |                         |                         |                         |                         |

### Sources
- (es) Cet article est partiellement ou en totalité issu de l’article de Wikipédia en espagnol intitulé « Lónguida » (voir la liste des auteurs).